# Coulonges-les-Sablons
Coulonges-les-Sablons foi uma comuna francesa na região administrativa da Normandia, no departamento Orne. Estendia-se por uma área de 19,55 km². Em 2010 a comuna tinha 415 habitantes (densidade: 21,2 hab./km²).
Em 1 de janeiro de 2016, passou a formar parte da nova comuna de Sablons sur Huisne.